# Quatuor à cordes no 3 de Goubaïdoulina
Pour les articles homonymes, voir Quatuor à cordes no 3.
Le Quatuor à cordes no 3 est une œuvre de Sofia Goubaïdoulina composée en 1987.

## Présentation
Le Quatuor à cordes no 3 de Sofia Goubaïdoulina est composé en 1987. Il s'agit d'une commande de la BBC Radio. 
Il suit un premier quatuor en un seul mouvement de 1971, et le deuxième quatuor de 1987 également. Il sera suivi d'un quatrième quatuor à cordes avec bande (1993).
Le Quatuor est créé par le Quatuor Arditti à Édimbourg le 22 août 1987.

## Structure et analyse
Le Quatuor à cordes no 3, d'une durée moyenne d'exécution de dix-huit minutes environ, n'est pas structuré en mouvements mais d'un seul tenant.
Sa composition se fonde sur les possibilités de production du son des instruments à cordes, que le son soit produit par les doigts (senza arco, con le dita ou par pizzicato, et le passage de l'un à l'autre(.

## Discographie
- Stamic Quartet (Supraphon)
- Danish String Quartet (Cpo)
- Quatuor Molinari, 2015 (Atma Classique)